# Huset Wittelsbach
Huset Wittelsbach er et tysk fyrstehus med oprindelse i Oberbayern i Sydtyskland. Det har navn efter borgen Wittelsbach ved Aichach i Oberbayern. Huset Wittelsbach er et af verdens ældste fyrstehuse og herskede i Bayern i over 800 år fra 1180 til 1918. 

## Historie
Huset Wittelsbach siges at stamme fra Karl den Store gennem en sidelinje fra Leopold af Bayern (død 907). Der er dog ingen kilder, der underbygger det. Arnulf af Bayern (død 927) blev valgt til konge 919 ligesom hans slægtning Otto 1. (død 1183).
Grev Otto 6. af Wittelsbach erhvervede i 1180 hertugdømmet Bayern. I 1214 overtog huset Wittelsbach fyrstedømmet Rheinpfalz, og fyrsteslægtens medlemmer tituleredes Pfalzgrever. Rheinpfalz blev kurfyrstendømme 1356. Efter Ludvig 2.s død 1294 deltes huset Wittelsbach i to grene: den ældre fik Pfalz og den yngre Bayern.
De herskede som hertuger, kurfyrster og konger af Bayern i over 800 år til 1918. En wittelsbacher, Christoffer af Bayern var dansk, norsk og svensk konge fra 1440/42 til 1448. Linjen Pfalz-Zweibrücken-Kleeburg var konger af Sverige fra 1654 til 1718. Flere medlemmer af slægten var tysk-romerske kejsere:
- Ludwig 4. af Bayern (1314-1347)
- Karl 7. (1742-1745)

Ruprecht 3. af Pfalz, der blev valgt til tysk-romersk konge 1400, var farfar til den nordiske unionskonge Christoffer af Bayern.